# Delphinium charadzeae
Delphinium charadzeae är en ranunkelväxtart som beskrevs av Kemul.-nath. och Gagnidze. Delphinium charadzeae ingår i släktet storriddarsporrar, och familjen ranunkelväxter. Inga underarter finns listade i Catalogue of Life.